# Walter Woolf King
Walter Woolf King (* 2. November 1899 in San Francisco, Kalifornien; † 24. Oktober 1984 in Beverly Hills, Kalifornien) war ein US-amerikanischer Schauspieler und Sänger.

## Leben und Karriere
Schon in seiner Jugend trat Walter Woolf King als Sänger in Kirchen auf und ging schließlich professionell ins Showgeschäft. 1919 machte er sein Debüt am Broadway. Im folgenden Jahrzehnt wurde er mit seiner Bariton-Stimme und einem guten Aussehen ein gefragter Bühnendarsteller in Operetten und Musikkomödien.
Woolf Kings Filmkarriere verlief eher unglücklich. Mit dem Filmmusical Golden Dawn sollte er 1930 bei Warner Brothers zum Star aufgebaut werden, allerdings floppte der Film und er verklagte sein Studio aufgrund von schlechter Publicity. 1933 kehrte er in das Filmgeschäft zurück und spielte eine Reihe größerer Rollen, doch bei ambitionierteren Filmproduktionen stand er stets nur in der zweiten Reihe. Hauptrollen erhielt er nur noch in einigen B-Filmen von „Poverty Row“-Studios. Drei seiner heute bekanntesten Filmauftritte übernahm Woolf King an der Seite von Komikergruppen. Neben den Marx Brothers spielte er den gockelhaften Opernsänger Laspari in Skandal in der Oper von 1935; nochmals an der Seite der Marx Brothers sollte er 1940 in einer ähnlich unsympathischen Rolle in Go West auftreten. Und an der Seite von Laurel und Hardy verkörperte er 1937 in deren Spielfilm Swiss Miss eine ungleich sympathischere Rolle als Operettenkomponist auf der Suche nach Ruhe und Inspiration.
Nachdem Woolf Kings Karriere sich in zweitklassigen Filmen verloren hatte, zog er sich 1943 erneut aus dem Filmgeschäft zurück und wirkte in den folgenden Jahren im US-Radio an Radioserien mit. Ab Ende der 1940er-Jahre widmete er sich mit Erfolg einer neuen Tätigkeit als Schauspielagent. Neben seiner Betreuung anderer Schauspieler kehrte Woolf King Anfang der 1950er-Jahre auch selbst wieder vor die Kamera zurück. Bis in die 1970er-Jahre übernahm er Nebenrollen – oft verkörperte er nun Autoritätsfiguren – bei Film- und Fernsehproduktionen. Unter anderem spielte er George Washington in der allerersten Episode von The Munsters. Seinen letzten Auftritt hatte er 1978 in dem Fernsehfilm One in a Million: The Ron LeFlore Story, einer Biografie des Baseball-Spielers Ron LeFlore. Sechs Jahre später starb er, kurz vor seinem 85. Geburtstag, in Beverly Hills an einem Herzinfarkt. Woolf King war verheiratet und Vater von zwei Kindern.

## Filmografie (Auswahl)
- 1930: Golden Dawn
- 1933: Girl Without a Room
- 1934: If This Isn’t Love (Kurzfilm)
- 1935: Luxusmädel (Lottery Lover)
- 1935: One More Spring
- 1935: Ginger
- 1935: Spring Tonic
- 1935: Skandal in der Oper (A Night at the Opera)
- 1937: Call It a Day
- 1938: Walking Down Broadway
- 1938: Laurel und Hardy: Als Salontiroler (Swiss Miss)
- 1939: The House of Fear
- 1939: Balalaika
- 1940: Go West
- 1941: Melody for Three
- 1942: Today I Hang
- 1942: A Yank in Libya
- 1942: Smart Alecks
- 1942: Between Us Girls
- 1943: Yanks Ahoy
- 1952: Lieben, Pauken und Trompeten (Stars and Stripes Forever)
- 1952–1956: The George Burns and Gracie Allen Show (Fernsehserie, 7 Folgen)
- 1953: Götter ohne Maske (Tonight We Sing)
- 1953: Madame macht Geschichte(n) (Call Me Madam)
- 1953: Chicago – 12 Uhr Mitternacht (City That Never Sleeps)
- 1955–1964: Alfred Hitchcock präsentiert (Alfred Hitchcock Presents, Fernsehserie, 5 Folgen)
- 1956: Gefangene des Stroms (The Bottom of the Bottle)
- 1956: Fury (Fernsehserie, Folge 1x22)
- 1956: Die zehn Gebote (The Ten Commandments)
- 1956: Die unsichtbare Front (Three Brave Men)
- 1957: Die große Liebe meines Lebens (An Affair to Remember)
- 1957: Schicksalsmelodie (The Joker Is Wild)
- 1957: Ein Leben im Rausch (The Helen Morgan Story)
- 1958: Kathy O'
- 1961: Surfside 6 (Fernsehserie, Folge 2x02)
- 1963: The Householder
- 1963: Die rauhen Reiter von Texas (The Raiders)
- 1963–1966: Die Leute von der Shiloh Ranch (The Virginian, Fernsehserie, 10 Folgen)
- 1964: Auf der Flucht (The Fugitive, Fernsehserie, Folge 1x28)
- 1964: Wohin die Liebe führt (Where Love Has Gone)
- 1964: The Munsters (Fernsehserie, 2 Folgen)
- 1965: Della
- 1965: Die Seaview – In geheimer Mission (Voyage to the Bottom of the Sea, Fernsehserie, Folge 2x09)
- 1965: Bezaubernde Jeannie (I Dream of Jeannie, Fernsehserie, Folge 1x14)
- 1965–1966: Big Valley (The Big Valley, Fernsehserie, 3 Folgen)
- 1965, 1969: The Beverly Hillbillies (Fernsehserie, 2 Folgen)
- 1966: Batman (Fernsehserie, Folge 1x31)
- 1966: Laredo (Fernsehserie, Folge 2x08)
- 1966: Tennisschläger und Kanonen (I Spy, Fernsehserie, Folge 2x10)
- 1967: Rosie!
- 1968: Ihr Auftritt, Al Mundy (It Takes a Thief, Fernsehserie, Folge 2x04)
- 1970: Airport
- 1970, 1971: Dr. med. Marcus Welby (Marcus Welby, Fernsehserie, 2 Folgen)
- 1972: California Cops – Neu im Einsatz (The Rookies, Fernsehserie, Folge 1x07)
- 1978: One in a Million: The Ron LeFlore Story (Fernsehfilm)